# Townsendiella rufiventris
Townsendiella rufiventris är en biart som beskrevs av Linsley 1942. Townsendiella rufiventris ingår i släktet Townsendiella och familjen långtungebin. Inga underarter finns listade i Catalogue of Life.

## Bildgalleri

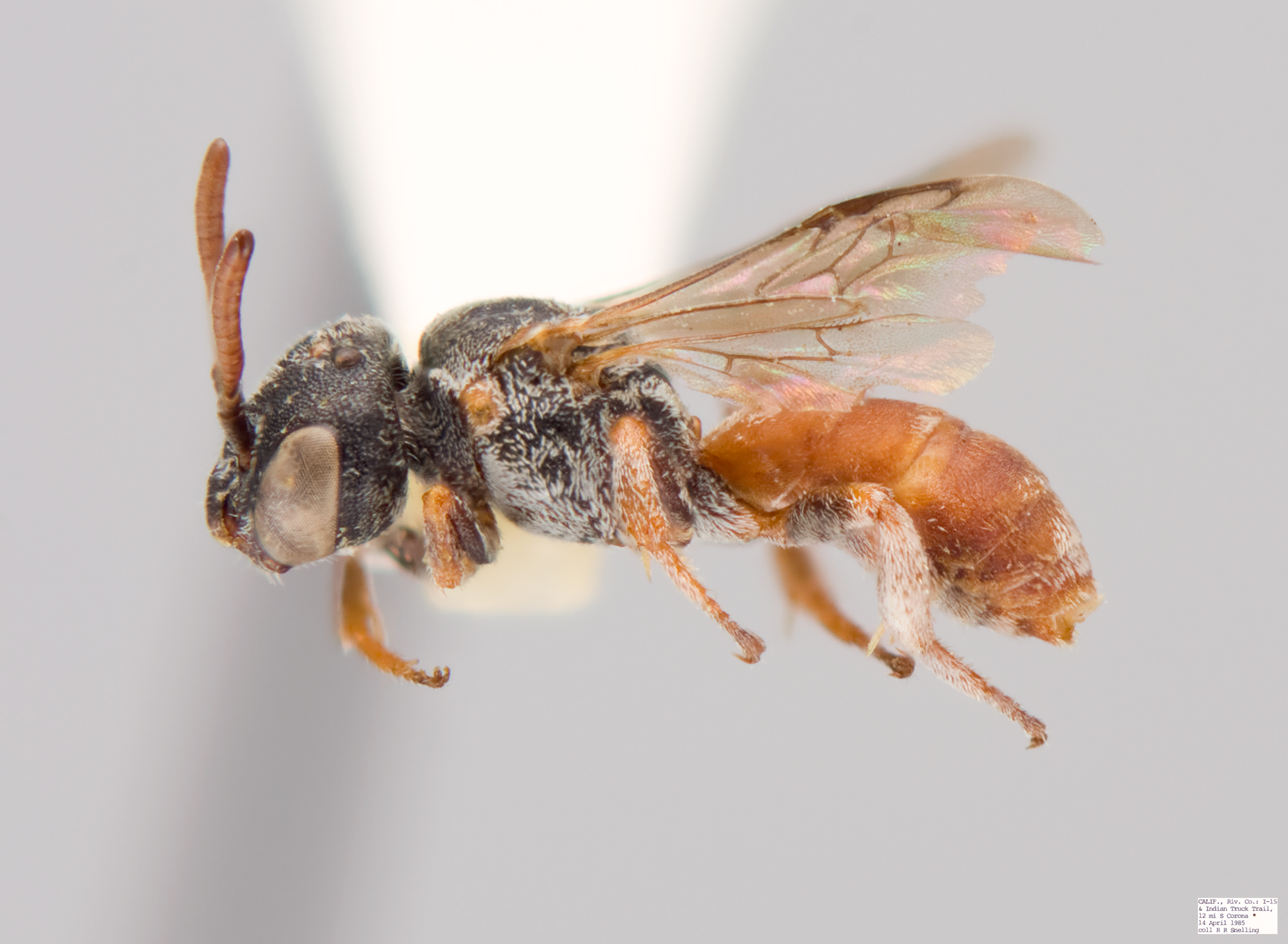